# Gayling von Altheim

Stammwappen der Gayling von Altheim

Die Gayling von Altheim (auch Gailing, Geiling oder Geyling geschrieben) sind ein altes rheinländisches Adelsgeschlecht. Sie hatten ihre Besitzungen an beiden Ufern des Rheins, im Elsass, in der Pfalz, in Baden, im Spessart und in Hessen.
Dadurch gehörte es von etwa 1550 bis um 1720 im Ritterkreis Franken zum Ritterkanton Odenwald. Im 18. Jahrhundert gehörten sie zum reichsritterschaftlichen Kanton Unterelsass, und in Ortenau zum Kanton Neckar des Ritterkreises Schwaben.
Die älteste Stammburg, die Burg Hauenstein (heute: Ruine) liegt am Main im Spessart. Das Schloss Ebnet bei Freiburg im Breisgau war seit 1811 Stammsitz der Familie. Die Linie erlosch 1940 im Mannesstamm, das letzte weibliche Familienmitglied starb 1987.
Ihre Nachfahren nennen sich seit 1986 von Gayling-Westphal, gehören jedoch nicht dem historischen Adel an. Die Familie nutzt weiterhin das von ihr bewohnte Schloss Ebnet als Stammhaus.

## Geschichte
Erste Erwähnung findet der Name 1080 als ein Ritter von Gayling auf dem Turnier in Augsburg erscheint. Ein Hans Gayling zu Hauenstein, genannt Wesel, lebte 1254 und erscheint 1262 in einer Bulle des Papstes Urban IV. über das Patronatsrecht zu Babenhausen.
Den Beinamen „von Altheim“, einem Marktflecken im Amt Babenhausen in Hessen, nahm der Ritter Heinrich Gayling zu Hauenstein 1358 an, nachdem er vom Erzbischof Gerlach von Nassau mit der Burg Hinteraltheim sowie dem Ort Altheim und dem dortigen Kirchenpatronat im hanauischen Amt Babenhausen beliehen wurde. Heinrich Gayling zu Hauenstein war 1358 Hofmarschall des Erzbischofs. Er hatte eine blutige Fehde mit Ulrich von Hanau und starb ohne Erben, sodass seine Brüder Rudolf und Henne sich sein Erbe teilten. 

Rudolf und Konrad Gayling von Altheim wurden 1432 vom Kurfürsten Ludwig III. von der Pfalz mit Höfen zu Breitenwiesen und Grehecken (beide gehören heute zu Klein-Umstadt) beliehen.
Die Linie von „von Bobenhausen“ stellte zahlreiche Militärs und Verwaltungsbeamte im Bereich Hanau und Mainz sowie Burgvögte in Friedberg und Gelnhausen. Rudolf von Gayling war 1410 Reichsschultheiß von Frankfurt am Main. Die Linie erlosch am 20. Januar 1612 mit Heinrich von Gayling (verheiratet mit Anna Brömser von Rüdesheim) und wurde beerbt von dem späteren General Heinrich Christoph Gayling von Altheim (1604 – 20. Dezember 1650), der sich nun zu Hauenstein und Bobenhausen nannte. Er war verheiratet mit Eva Maria von Sulz, Tochter des letzten Graf von Sulz. Nach dem Tod seines Vaters 1613 nannte er sich auch Heinrich Christoph Gayling von Altheim zu Hauenstein und Bobenhausen. Nach dem Tod seiner Frau erhielt er ihre Burggüter zu Babenhausen. Mit seinen zwei Söhnen Johann und Rudolf zerfiel dieser Besitz wieder in zwei Linien.

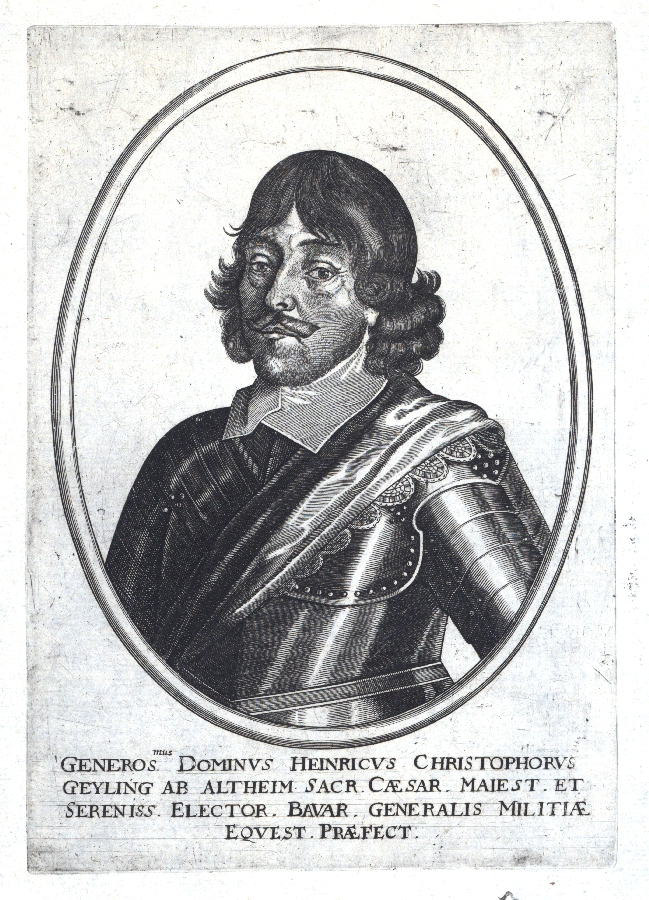
Christoph Heinrich Gayling von Altheim

Eine Linie führt sich auf Rudolf Gayling von Altheim zu Bobenhausen († 1456) und seine Frau Margaretha Wambolt von Umstadt zurück. Aus dieser Linie stammt in fünfter Generation Philipp Heinrich Gayling von Altheim, verheiratet mit Anna Maria von Stettenberg. Ihr Sohn war Christoph Heinrich Gayling von Altheim (* 1604; † 20. Dezember 1650), kaiserlicher und bayerischer Feldmarschallleutnant und Oberst eines Regiments zu Fuß. Er war zwei Mal verheiratet, zuerst mit Eva Maria, Erbtochter des letzten Freiherrn von Sulz, Johann Philipp (* 23. Oktober 1626 – 21. August 1687). Sie brachte ihm unter vielen andern Gütern im Elsass das Schloss Niedermothenburg (Niedermodern) und Bußweiler, und in zweiter Ehe mit Ursula Amalia von Grumbach aus dem Hause Burggrumbach. Aus der ersten Ehe stammte Philipp Heinrich, kaiserlicher General der Kavallerie († 1684), der einzige von vier Brüdern, der seine Linie mit Martha Salome Böcklin von Böcklinsau fortsetzte. Dessen Sohn Philipp Christoph starb 1690 als fürstlich hanauischer Geheimer Rat, Kammerpräsident und Amtmann zu Ingweiler und Pfaffenhofen. Von Maria Magdalena von Fleckenstein (1661–1689), Tochter von Heinrich-Jakob von Fleckenstein-Windeck, Erbin von Zutzendorf, Wesenstein und Wietersweiler, stammten zwei Söhne, Leopold Ludwig und Philipp Christoph, die Stifter der hessischen Linie (Bobenhausen) und badischen Linie (Ebnet).
1. Philipp Heinrich Gayling von Altheim († 1613), ⚭ Anna Maria von Stettenberg
  1. Christoph Heinrich Gayling von Altheim (* 1604; † 20. Dezember 1650) ⚭ (1m) Eva Maria von Sulz († 1647); ⚭ (2m) Ursula Amalia von Grumbach
    1. (1m) Phillipp Heinrich (? – 12. Juni 1689), Hanau-Lichtenberger Regierungspräsident, ⚭ 1652 Martha Salome Böcklin von Böcklinsau (1632–1696)
      1. Johann Reinhard († 1697 vor Speyer)
      2. Heinrich Dietrich (1652–1721), Oberst im Regiment Royal Alsace
      3. Phillip Christopher (* 1654; † 25. Juni 1705), ⚭ (1m) Maria Magdalena von Fleckenstein (1661–1689); ⚭ (2m) Anna Clara Wurmser von Wendenheim (* 17. Dezember 1667; † 6. Juni 1722) → Badisch-Elsässische Linie
        1. Leopold Ludwig (1665–1757), ⚭ 1694 Christiane Elisabeth von Sternfels → Hessische Linie
        2. Anna Maria Solome († 3. Januar 1721), ⚭ Johann Jakob Göler von Ravensburg (* 15. Januar 1660; † 19. Dezember 1717)

  2. Magdalena, ⚭ Ludwig Gremp von Freudenstein
  3. Susanna, ⚭ Hans Wilhelm Gremp von Freudenstein
  4. Maria Salome, ⚭ Johann Adam Eberhard von Fleckenbach
  5. Maria Katharina, ⚭ Johann Bleichard Gans von Otzberg
  6. Maria Sybilla, ⚭ Karl Christoph von Grumbach

### Hessische Linie

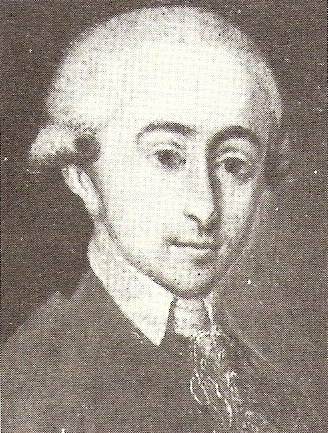
Ludwig Wilhelm Gayling von Altheim

Leopold Ludwig erhielt in der brüderlichen Teilung Hauenstein, Altheim, Bobenhausen, Breitenwiesen und Grehecken, war mit Christiane Elisabeth von Sternfels verheiratet, mit der er eine Tochter und etliche Söhne erzeugte. Die Tochter Elisabeth Charlotte (* 1706), Hofdame am württembergischen Hof, vermählte sich 1745 mit Ludwig Ernst Schenk von Geyern zu Syburg und Wiesenbrücken, württembergischem Geheimen Rat und Obermarschall.
Von den Söhnen war Christoph Ludwig (* 1712), nach dem frühzeitigen Tode seines Vaters, der einzige noch lebende Sohn. Eventuell um seinen gestrengen Vormündern aus anderer Linie zu entkommen, entschied er sich Soldat zu werden. So kam Christoph Ludwig heimlich während des österreichischen Erbfolgekriegs unter das trenckische Pandurencorp (1741). Nach dem Krieg nahm er als Hauptmann seinen Abschied, kehrte auf seine hessischen Güter zurück, wurde zum Oberamtmann von Babenhausen ernannt und verheiratete sich mit R. von Reischach. Aus der Ehe entstammten 13 Nachkommen. Diese hessische Linie erlosch mit den Brüdern Eberhard Leopold (1736–1765), Baden-Durlach’scher Obermarschall und Ritter des Ordens de la fidelite (gestiftet 1780), und Ludwig Wilhelm ein kurfürstlicher Geheimer Rat und Oberhofmeister der Großherzogin von Hessen. Seine Ehe mit Sofie Maria Bayer von Boppart blieb kinderlos, daher kamen seine Güter Hauenstein, Bobenhausen, Altheim und alle übrigen an die Linie Ebnet in Baden.
1. Leopold Ludwig, ⚭ Christiane Elisabeth von Sternfels
  1. Magdalena Salome (* 21. Oktober 1694; ?), ⚭ Johann Karl von Wiederholt (? ; 15. Juni 1762)
  2. Johannette Henriette Gayling von Altheim (?), ⚭ Karl Friedrich von Geismar
  3. Ludwig Reinhard (* 1697: † 15. Oktober 1718), österreichischer Hauptmann, gefallen bei Milazzo Sizilien
  4. Eberhard Leopold (1699–1777), Baden-Durlach Hauptmann, Geheimer Rat, Oberhofmarschall, ⚭ Sophia von Stutterheim
  5. Elisabeth Charlotte (* 1706), ⚭ Ludwig Ernst Freiherrn Schenk von Geyern zu Syburg und Wiesenbrücken (1700–1745)
  6. Eberhard Friedrich (1714–1782), Hanauer Amtmann, ⚭ Auguste von Reischach
    1. Wilhelm Karl (1761–1777), gefallen als Fähnrich am Hudson River im Amerikanischen Unabhängigkeitskrieg
    2. Ludwig Wilhelm (1758–1847), ⚭ Maria Bayer von Boppard

### Badische Linie

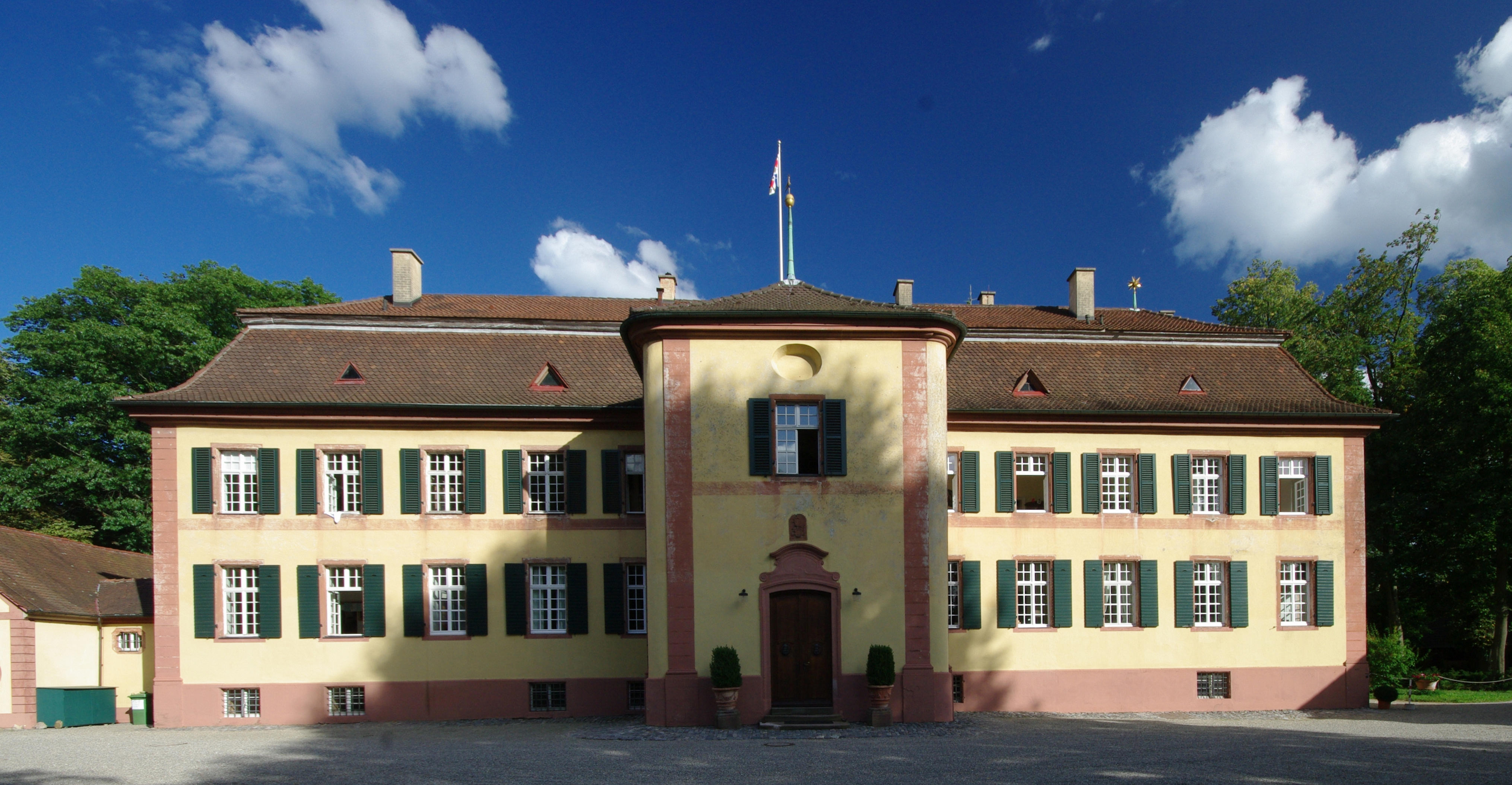
Das Hauptgebäude von Schloss Ebnet, in Freiburg im Breisgau, seit 1805 in Besitz der Familie

Philipp Christopher (* 1654; † 25. Juni 1705) diente unter Ludwig Wilhelm von Baden-Baden und war 1683 bei den Verteidigern Wiens. Er erbte im Elsass Zutzendorf, Bußweiler, Matzenberg und Breisach-Wietersheim. Er war mit Anna Maria von Wurmser von Vendenheim verheiratet. Aus dieser Ehe entstammt Friedrich Jakob, der Auguste Eleonore von Döben heiratete. Ihr Sohn Christian Heinrich (1743–1812) war badischer Geheimer Rat, Kämmerer und Justizminister. Er war mit Auguste Wilhemine von Berstett verheiratet und hatte mit ihr vier Söhne und drei Töchter.
1. Philipp Christopher (* 1654; † 25. Juni 1705), Hanau-Lichtenberg Regierungspräsident; ⚭(1m) Maria von Fleckenstein; ⚭ (2m) 1691 Anna Maria von Wurmser von Vendenheim
  1. (1m) Magdalena Salome Gayling zu Altheim in Bußweiler ⚭ Carl Casimir von und zum Stein-Callenfels (27. Dezember 1662 – 29. April 1722)
  2. (2m) Philipp Reinhard von Gayling von Altheim (1692–1741), Hanau-Lichtenberg Regierungspräsident
  3. (2m) Franziska Salome (* 1695; † 1. Dezember 1739), ⚭ 1711 Wilhelm Reinhard Volz von Altenau (1680–1748)
  4. (2m) Heinrich August (1701–1750), Hanauischer Hofmarschall
  5. (2m) Friedrich Jakob (1704–1769), ⚭ 1739 Eleonore von Doeben 
    1. Ludwig Friedrich Wilhelm (1740–1804), Präsident von Hagenau, 1789 geflohen, fürstlich Oettingischer Kammerpräsident
    2. Heinrich Jakob (1745–1814), Königlich Bayerischer Geheimer Rat in Mannheim
    3. Christian Heinrich (* 11. Oktober 1743; † 13. Januar 1812), ⚭ 29. Juli 1773 Auguste Wilhemine von Berstett (* 20. September 1750; † 30. Januar 1831)
      1. Ludwig Christian (* 4. Dezember 1774; † 2. November 1832), badischer Geheimer Rat und Oberhofmarschall, ⚭ 22. Oktober 1807 Juliane von Saint-André (* 21. Mai 1789; † 1856)
      2. Karl Friedrich (* 2. Februar 1777; † 17. April 1807), Oberstleutnant in Wiburgschen Regiment, Kaiserlich Russischer Oberstleutnant
      3. Friederike Amalie (* 8. August 1779; † 10. August 1801), ⚭ Friedrich von Neubronn (* 26. September 1768; † 21. Dezember 1830), Badischer Kämmerer und Oberforstmeister
      4. Karoline Amalie (* 6. August 1782; † 17. Oktober 1868), ⚭ 1800 Friedrich Wilhelm von Woellwarth, badischer Geheimer Rat und Obersthofmeister (* 10. Juni 1754; † 8. Juli 1820)
      5. Luise Sophia (* 9. Oktober 1780; † 10. November 1806), ⚭ Ludwig von Prettlach, k.k. Kämmerer und hessischer Geheimer Rat und Obersthofmeister († 1844)
      6. Ludwig Georg (* 24. Juli 1785; † 23. Juli 1829), badischer Kammerherr, Forstmeister in St. Blasien
      7. Friedrich Wilhelm (* 1. September 1786; † 13. Oktober 1861), badischer Generalmajor, Gouverneur der Bundesfestung Rastatt, ⚭ 25. August 1831 Luise Bressle
      8. Friedrich August (* 21. Februar 1777; † 17. April 1807), Kaiserlich Russischer Oberstleutnant
      9. Karl Ludwig Reinhard (* 16. April 1778; † 11. September 1822), Kämmerer und Hofmarschall, ⚭ Mai 1813 Caroline Sophie von Oberkirch (* 8. Oktober 1790; † 30. August 1830)
        1. Christian Ludwig Henne (* 29. Juni 1818; † 6. Dezember 1859), Rittmeister, ⚭ 23. September 1847 Caecilie Stephanie von Lotzbeck (* 16. Oktober 1830; ?)
          1. Caroline (* 4. November 1848; ?), ⚭ 1868 Sigismund Göler von Ravensburg (* 20. Oktober 1850;?) Major
          2. Stefanie (* 23. Januar 1851;† 30. März 1903), ⚭ 1872 Wilhelm Ernst Rollin von St. André (* 21. Juni 1848; † 10. Juni 1915)Karl Stephan Freiherr Gayling von Altheim

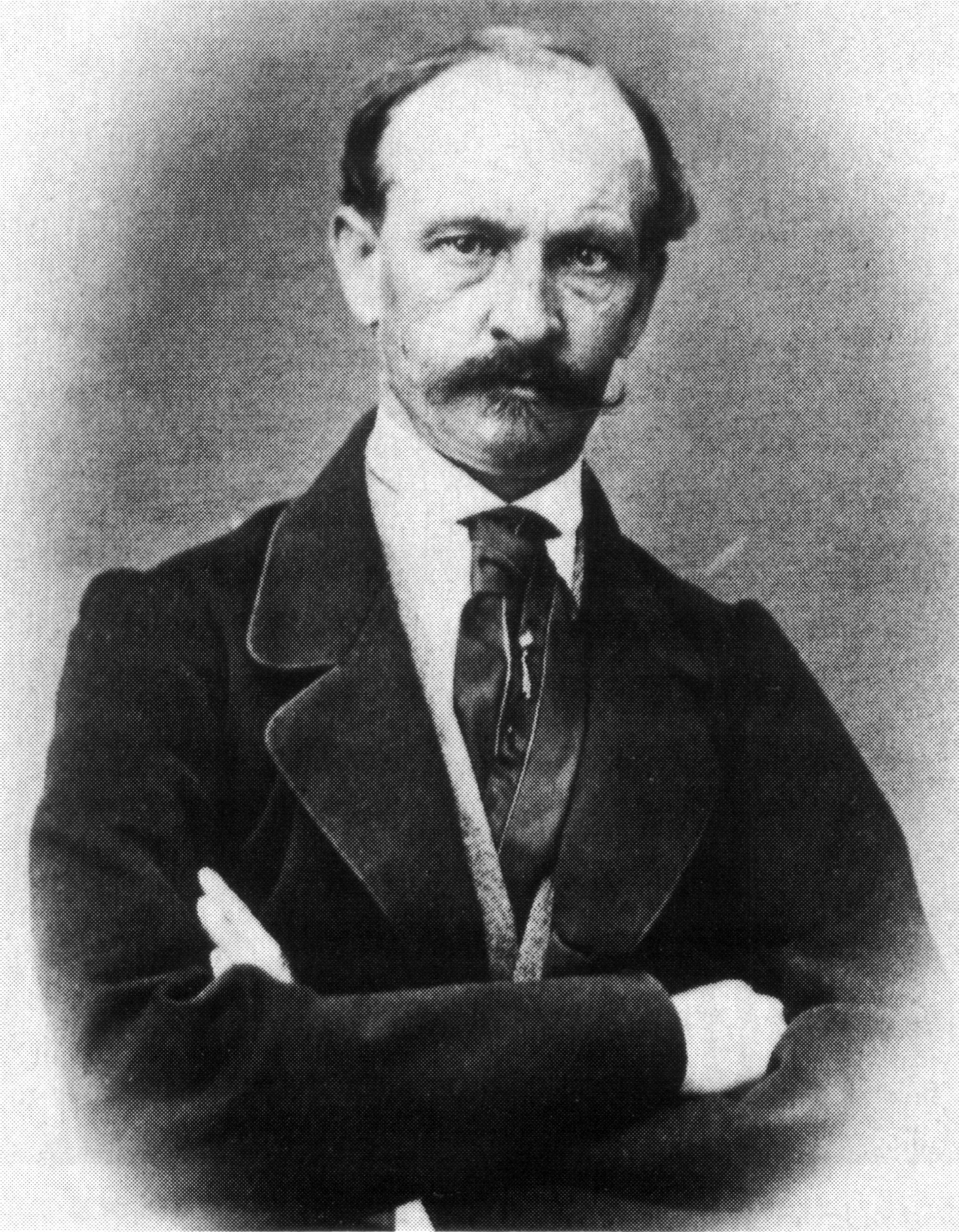
Karl Stephan Freiherr Gayling von Altheim

        2. Karl Stefan (* 9. Februar 1814; † 31. Oktober 1896), ab 1858 für die Theaterkommission der Stadt Freiburg tätig,[2] ⚭ 23. April 1843 Luise von Roggenbach (* 7. Juni 1824; † 1845)
          1. Luise Melanie (* 24. Juli 1846; ?), Hofdame der Großherzogin von Baden
          2. Karl Wilhelm (* 28. Februar 1848; ?), Rittmeister im Garde-Kürrasier-Regiment, Grundherr in Nonnenweiler
          3. Heinrich Christian (* 27. November 1847; † 31. März 1940), ⚭ 1874 Catharina Gräfin Douglas (* 24. März 1852; † 1893)
            1. Karl Heinrich (* 18. März 1875; † 1931), ⚭ (1m) 1911 Ada Suermondt (1885–1966), ⚭ (2m) Elisabeth Belzer (1895–1984)
              1. (1m) Olga, (1912–1987), ⚭ Otto Westphal (1913–2004); Nachfahren nennen sich seit 1986 von Gayling-Westphal

            2. Elisabeth (* 8. April 1879: † 1961), ⚭ 1906 Rudolph von zur Mühlen (1875–1914)

    4. Caroline Wilhelmine Auguste (* 1748, † 7. Februar 1823), ⚭ 1766 Johann Friedrich Ludwig Jordan von Esebeck (1741–1798)

## Wappen

Wappen der Gayling von Altheim nach Johann Siebmachers Wappenbuch von 1695

Der Wappenschild zeigt eine einfache rundgebogene Hirschstange in Silber auf blauem Grund. Die Helmdecken sind Silber und Blau, die Helmzier wiederholt die Hirschstange.

## Besitztümer

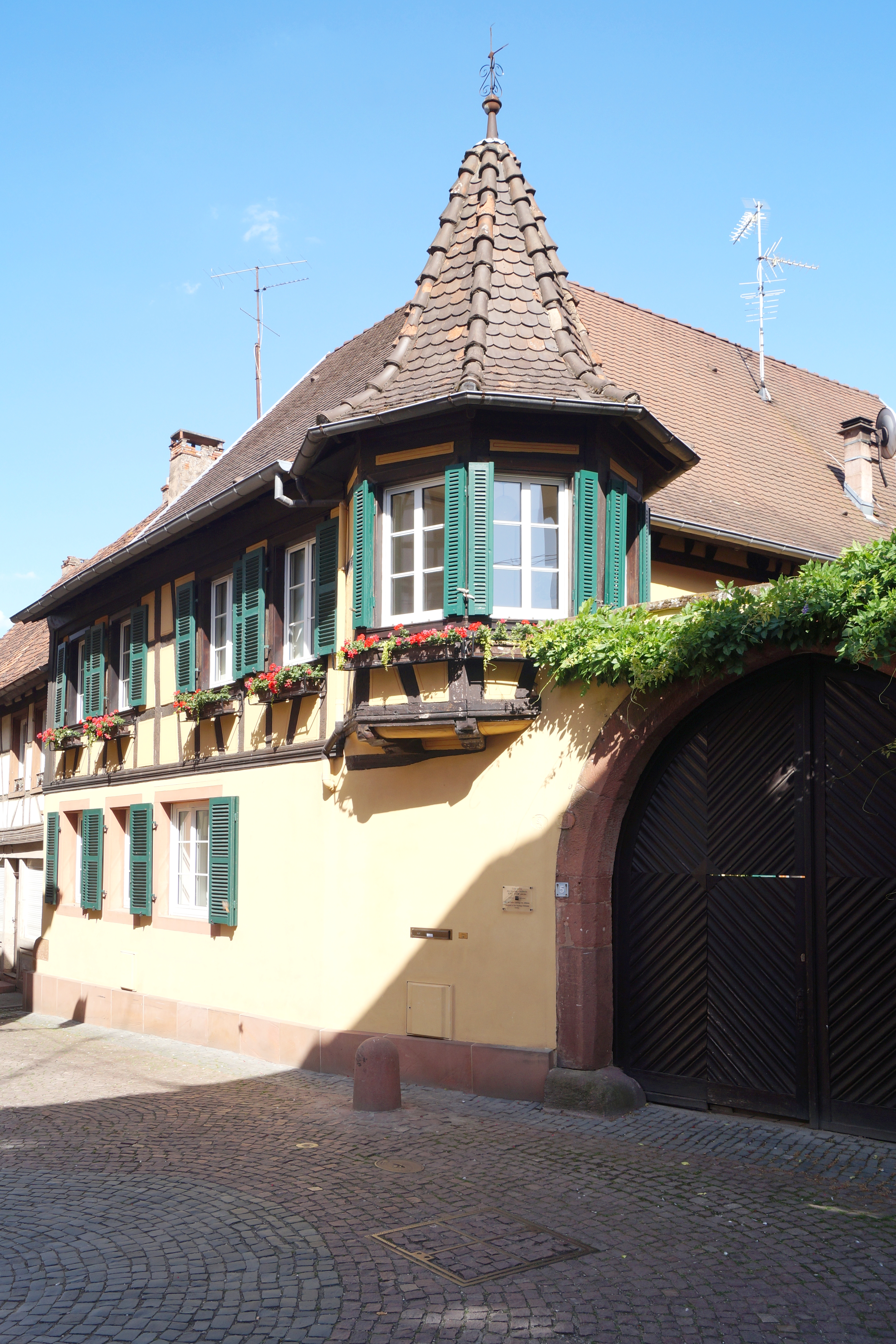
Adelshof in Buchsweiler/Bouxwiller (Bas-Rhin), rue des Seigneurs 5

1740 wurde ein Schloss im elsässischen Buchsweiler errichtet, das nach 1797 zerstört wurde. Es wurde damals auf 7200 Livre geschätzt. Der Westflügel wurde in das Wohngebäude eines Bauernhofs umgewandelt und im 19. Jahrhundert stark umgebaut. Außerdem besaß die Familie 203 Tagewerke Land, was etwa die Hälfte des Grunds der Gemeinde darstellte. Noch heute befinden sich auf dem Grund der evangelischen Kirche von Buswiller Epitaphien der Familie.